# Onthophagus melanocephalus
Onthophagus melanocephalus là một loài bọ cánh cứng trong họ Bọ hung (Scarabaeidae).